# Gonzalo Latorre
Gonzalo José Latorre Bovio (Montevideo, 26 aprile 1996) è un calciatore uruguaiano, centrocampista del Bisceglie.

## Caratteristiche tecniche
Gioca come centravanti, nonostante la sua bassa statura, ed è dotato di velocità. È abile nel liberarsi e nel controllo di palla negli spazi stretti.
È soprannominato El Tanque (in italiano il carroarmato) per le sue doti di forza e velocità.

## Carriera

### Club

#### Inizi e Atenas
Inizia a giocare nelle giovanili del Peñarol, rimanendovi fino al gennaio del 2015. In seguito gioca per mezza stagione nella massima serie uruguaiana con l'Atenas, disputando 8 partite, la prima il 27 marzo 2015, quando entra al 71' nella sconfitta per 4-1 in casa contro i Rampla Juniors.

#### Cruzeiro e prestito alla Sambenedettese
Nel luglio del 2015 viene ceduto in Brasile, al Cruzeiro, che lo inserisce nella squadra B. Rimane in maglia blu una stagione e mezza. Il 30 gennaio 2017, penultimo giorno di mercato invernale, viene ceduto in prestito in Italia, alla Sambenedettese, in Lega Pro. Sceglie la maglia numero 16. Debutta il 19 febbraio nella sconfitta per 4-2 sul campo del Parma in campionato, entrando all' 81'.

### Nazionale
Con la nazionale Under-17 uruguaiana ha giocato 12 partite segnando 2 gol nel 2013, disputando il campionato sudamericano in Argentina, chiuso al quarto posto, e il Mondiale negli Emirati Arabi Uniti, dove è stato eliminato ai quarti di finale.

## Statistiche

### Presenze e reti nei club
Statistiche aggiornate al 23 aprile 2017.
| Stagione        | Squadra         | Campionato      | Campionato | Campionato | Coppe nazionali | Coppe nazionali | Coppe nazionali | Coppe continentali | Coppe continentali | Coppe continentali | Altre coppe | Altre coppe | Altre coppe | Totale | Totale | Totale |
| Stagione        | Squadra         | Comp            | Pres       | Reti       | Comp            | Pres            | Reti            | Comp               | Pres               | Reti               | Comp        | Pres        | Reti        | Pres   | Reti   |        |
| --------------- | --------------- | --------------- | ---------- | ---------- | --------------- | --------------- | --------------- | ------------------ | ------------------ | ------------------ | ----------- | ----------- | ----------- | ------ | ------ | ------ |
| gen.-giu. 2015  | Atenas          | PD              | 8          | 0          | -               | -               | -               | -                  | -                  | -                  | -           | -           | -           | 8      | 0      |        |
| gen.-giu. 2017  | Sambenedettese  | LP              | 6          | 0          | -               | -               | -               | -                  | -                  | -                  | -           | -           | -           | 6      | 0      |        |
| Totale carriera | Totale carriera | Totale carriera | 14         | 0          | -               | -               | -               | -                  | -                  | -                  | -           | -           | -           | 14     | 0      |        |